# Schlacht von Harbin
Schlacht an der Nen-Jiang-Brücke – Jiangqiao-Kampagne – Eroberung von Jinzhou – Schlacht von Harbin
Die Schlacht von Harbin war eine Schlacht während der Japanischen Invasion der Mandschurei im Vorfeld des Zweiten Japanisch-Chinesischen Krieges. Im Verlauf dieser vom 25. Januar bis zum 4. Februar 1932 dauernden Operation konnte die Kaiserlich Japanische Armee die mandschurische Stadt Harbin erobern.

## Hintergrund
Nachdem General Ma Zhanshan während der Jiangqiao-Kampagne der Japaner aus Tsitsihar vertrieben worden war, zog er sich mit seinen verbliebenen Truppen nordöstlich nach Hailun zurück und versuchte von dort aus, seine Kontrolle über die Provinz Heilongjiang aufrechtzuerhalten. Oberst Doihara Kenji begann von seinem Geheimdiensthauptquartier in Harbin aus, Verhandlungen mit General Ma Zhanshan aufzunehmen, in der Hoffnung, ihn für den in Gründung begriffenen japanischen Marionettenstaat Mandschukuo zu gewinnen. Obwohl Ma auf die Verhandlungen einging, blieb seine Stellung undurchsichtig und er unterstützte weiterhin den unabhängigen chinesischen General Ding Chao.
Ding Chao hatte nie die durch die Kwantung-Armee eingesetzte Marionettenregierung der Provinz Kirin unter der nominellen Führung von General Xi Qia anerkannt. Im November 1931 gründete er zusammen mit Oberst Feng Zhanhai die Antijapanische Regierung der Provinz Kirin, um mit ihrer Hilfe den militärischen Widerstand zu organisieren. Sowohl im Militär als auch in der Zivilverwaltung fand im Anschluss daran eine Spaltung statt, durch welche sich die Gruppen des Alten Kirin unter Ding Chao und Feng Zhanhai und des Neuen Kirin unter der Regierung Xi Qias bildeten.
Während der nächsten Monate unterstützte Ma Zhanshan weiterhin Ding Chao, und beide Generäle begannen, Kontakte zu Marschall Zhang Xueliang und Chiang Kai-shek zu knüpfen, welche ihnen eingeschränkte Unterstützung zukommen ließen. Um Ma unter Druck zu setzen, befahl Oberst Doihara General Xi Qia mit seiner Neuen Kirin Armee einen Vorstoß auf Harbin und von dort aus weiter nach Hailun, dem Hauptquartier General Ma Zhanshans. Aufgrund dessen begann sich die Kirin Selbstverteidigungsarmee unter Ding Chao und Li Du, um Harbin herum zu positionieren und Einwohner der Stadt zu rekrutieren.
Bis zum 25. Januar 1932 hatte die Neue Kirin Armee die Stadt Shuangcheng eingenommen. Dies führte dazu, dass Zhang Xueliang den Generälen Ma und Ding befahl, nicht weiter zu verhandeln. In den folgenden Kämpfen mussten die Truppen Xi Qias schwere Verluste hinnehmen und sich am 26. Januar zurückziehen, wodurch der Plan Doiharas, Ma Zhanshan durch militärischen Druck auf seine Seite zu ziehen, gescheitert war.

## Harbin-Zwischenfall
Um eine Rechtfertigung zum Einsatz der Kwantung-Armee gegen Harbin zur Unterstützung Xi Qias zu haben, ließ Doihara in der Stadt Unruhen anzetteln. Zwar waren die meisten japanischen Truppen in der Operation zur Eroberung von Jinzhou gebunden, allerdings befand sich die 2. Infanteriedivision unter Generalleutnant Tamon Jirō gerade zur Auffrischung in Mukden. Als während der Unruhen in Harbin ein Japaner und drei Koreaner umkamen, wurde der Einsatz der Division am 28. Januar 1932 erlaubt. Schlechte Straßenbedingungen und das Winterwetter verlangsamten den Vormarsch und gaben Ding Chao so die Gelegenheit, die Kontrolle in Harbin zu übernehmen und den projapanischen Gouverneur der Provinz Heilongjiang, Zhang Jinghui, festzusetzen.
Von Qiqihar aus näherte sich zeitgleich die zur Verstärkung herbeigerufene japanische 4. Gemischte Brigade. Auch hier wurde der Vormarsch durch das kalte Winterwetter mit bis zu −30 °C behindert, am 4. Februar erreichte die Brigade jedoch den südlichen und westlichen Stadtrand von Harbin.

## Verlauf
Die schlecht ausgerüsteten und zu großen Teilen aus zivilen Freiwilligen rekrutierten Truppen Ding Chaos konnten der personell und materiell überlegenen japanischen Armee, welche auch durch ihre Luftwaffe unterstützt wurde, nicht lange widerstehen und nach einer 17-stündigen Verteidigung ordnete Ding den Rückzug entlang des Sungari nach Nordosten ein. In der Folge besetzte die japanische Armee innerhalb weniger Stunden die gesamte Stadt.

## Folgen
Doihara bot Ma Zhanshan kurz nach der Eroberung Harbins Gold im Wert von 1 Million US-Dollar an, wenn er zur neu zu gründenden Mandschurischen Armee überlaufen würde. Unter dem Eindruck des raschen japanischen Sieges stimmte er am 14. Februar 1932 zu und erhielt als zusätzliche Belohnung den Gouverneursposten der Provinz Heilongjiang.
Am 27. Februar bot General Ding Chao den Japanern eine Waffenruhe an, wodurch der offizielle chinesische Widerstand in Mandschukuo endete.
Innerhalb weniger Tage nach der Eroberung Harbins wurde Puyi, der ehemalige Kaiser Chinas, von einem Großmandschurischen Kongress unter japanischer Kontrolle zum Kaiser des neuen Staates Mandschukuo ausgerufen. Ma Zhanshan wurde im neuen Kabinett Puyis, zusätzlich zu seiner Position als Gouverneur, zum Kriegsminister berufen.